# Schizidium festai
Schizidium festai är en kräftdjursart som först beskrevs av Dollfus1894.  Schizidium festai ingår i släktet Schizidium och familjen klotgråsuggor. Inga underarter finns listade i Catalogue of Life.